# おおまぴょん
おまぴょんは、長野県大町市のキャラクター。

## 概要
大町市が地域ブランド戦略の一環として「しなのおおまちキャラクター」を公募。応募作品の中から選出され、2012年2月27日に地域ブランド戦略として観光PRや広報媒体に広く活用していく公式マスコットキャラクターとして発表された 。
市獣に指定されているニホンカモシカをモチーフに、北アルプスを象徴した連山を頭にかぶり、豊かな水を表す青色で大町市らしさを表現している。作者は東京都在住のデザイナーである杉原由希子。

## プロフィール
- 誕生日 - 7月1日（大町市が誕生した日）
- 出身地 - 北アルプス
- 性別 - 不明（公式ホームページでは「どっちかなぁ？」とされている）
- 性格 - ほのぼのとしてやさしい・好奇心旺盛で何にでもチャレンジ！
- 好きな食べ物 - おやき、黒部ダムカレー
- 趣味 - 温泉めぐり、そり遊び

## 歴史

### 2012年
- 2月27日 - 「しなのおおまちキャラクター」として発表
- 8月4日 - おおまぴょん着ぐるみデビュー
  - この日開催の「やまびこまつり」にて正式にお披露目。前日8月3日夜開催の「ゆかたまつり」にてプレデビュー[2]。
- 12月25日 - おおまぴょんデザイン切手販売開始

### 2013年
- 2月 - スマートフォンアプリ「まちナビおおまち」配信開始
  - 位置情報や AR（拡張現実）技術を用いた観光ナビゲーションアプリ。ナビゲーターとしておおまぴょんが登場する。
  - ソフト会社のサポート終了に伴い、2016年3月31日サービス終了
- 9月27日 - 北アルプスに里帰り、爺ヶ岳に登頂[3]

### 2014年
- 1月29日 - 公式Facebookページスタート

### 2015年
- 5月14日 - おおまぴょんLINEスタンプ販売開始
- 9月6日 - テレビ東京「みうらじゅん&安斎肇のゆるキャラに負けない！」出演

### 2016年
- 7月 - おおまぴょんと静岡県裾野市マスコットキャラクター「すそのん」・栃木県栃木市マスコットキャラクター「とち介」によるグループ「つぶらな瞳OST」の結成を発表
- 10月7日 - 北アルプスに里帰り、五竜岳に登頂

## 親交のあるキャラクター
- くるりん - 東京都立川市キャラクター
  - 大町市の姉妹都市。
- すそのん - 裾野市マスコットキャラクター
- とち介 - 栃木市マスコットキャラクター
  - 同一デザイナーが手掛けたキャラクター。
  - つぶらな瞳と赤い頬が共通点の「つぶらな瞳OST」を結成。3市で協力してPR活動を繰り広げる。

## キャラクターソング
- 「おおまぴょんの歌」（作詞・作曲 相沢瑞貴）